# Liste der Stolpersteine in Winsen (Luhe)

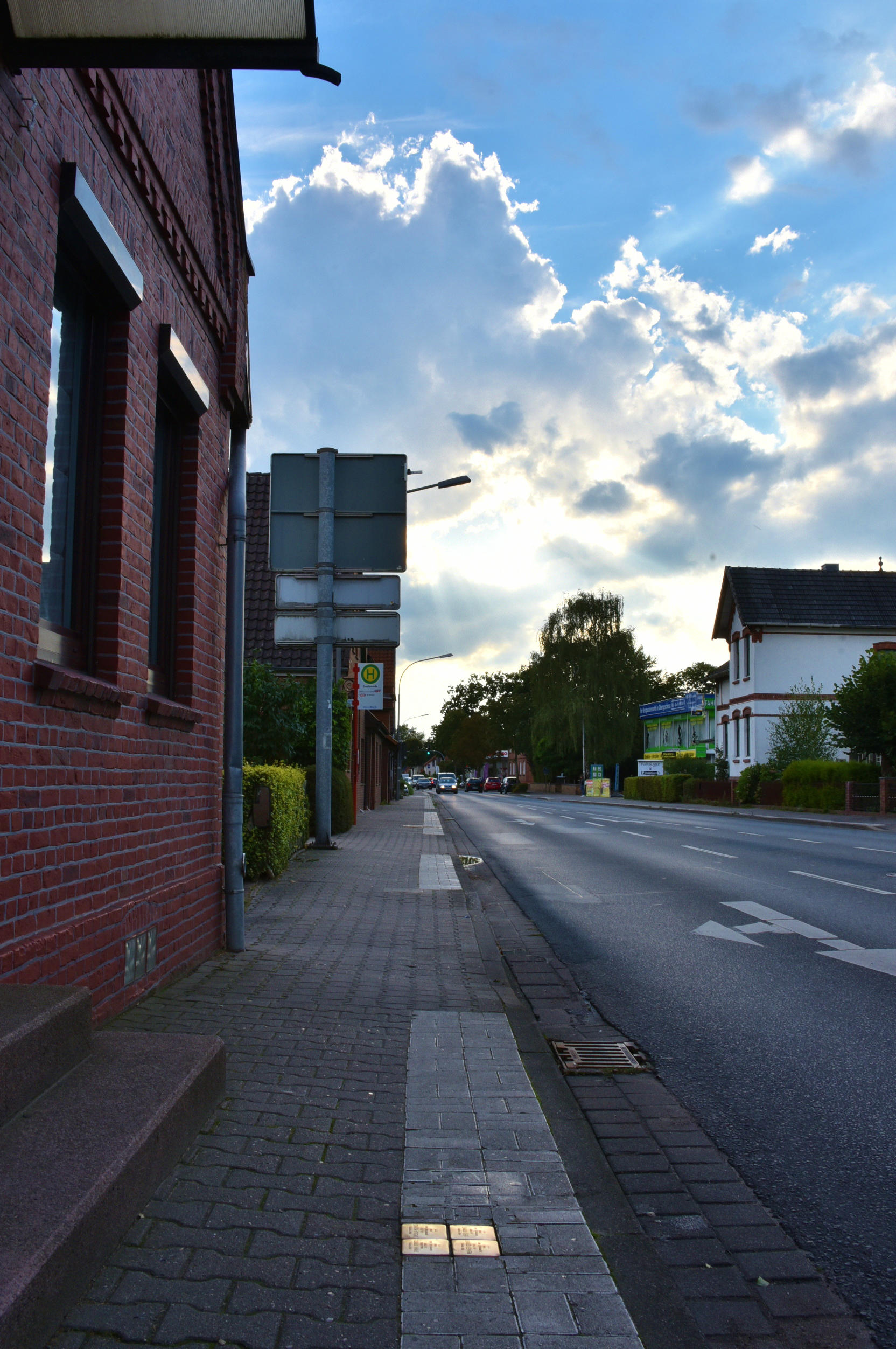
Stolpersteine für Emma Horwitz und ihre drei Kinder

Die Liste der Stolpersteine in Winsen (Luhe) enthält alle Stolpersteine, die im Rahmen des gleichnamigen Projekts von Gunter Demnig in Winsen (Luhe) verlegt wurden. Mit ihnen soll Opfern des Nationalsozialismus gedacht werden, die in Winsen lebten und wirkten.
Die erste Verlegung in Winsen erfolgte am 26. Februar 2009.

## Liste der Stolpersteine
Die Tabelle ist teilweise sortierbar; die Grundsortierung erfolgt alphabetisch nach dem Familiennamen des Opfers. Die Verlegedaten finden sich in einem eigenen Absatz unterhalb der Liste.
| Stolperstein | Inschrift | Verlegeort                                                   | Name, Leben      |
| ------------ | --- | ------------------------------------------------------------ | ---------------- |
|              | HIER WOHNTE HELENE BEHRENS JG. 1888 DEPORTIERT 1941 RIGA ?                                                          | Bahnhofstraße 46 ·                                           | Helene Behrens   |
|              | HIER WOHNTE AMALIE BERNSTEIN GEB. MARBURGER JG. 1866 DEPORTIERT 1943 THERESIENSTADT ERMORDET 1944                   | Rathausstraße 18 ·                                           | Amalie Bernstein |
|              | HIER WOHNTE EMMA HORWITZ GEB. STÜTZE JG. 1891 DEPORTIERT 1941 RIGA ?                                                | Hamburger Straße 3 ·                                         | Emma Horwitz     |
|              | HIER WOHNTE GERD HORWITZ JG. 1929 DEPORTIERT 1941 RIGA ?                                                            | Hamburger Straße 3 ·                                         | Gerd Horwitz     |
|              | HIER WOHNTE SARA HORWITZ GEB. MEYER JG. 1868 DEPORTIERT 1943 THERESIENSTADT ÜBERLEBT                                | Straßenkreuzung Schloßring / Rathausstraße / Bahnhofstraße · | Sara Horwitz     |
|              | HIER WOHNTE URSULA HORWITZ JG. 1924 DEPORTIERT 1941 RIGA ?                                                          | Hamburger Straße 3 ·                                         | Ursula Horwitz   |
|              | HIER WOHNTE WERNER HORWITZ JG. 1927 DEPORTIERT 1941 RIGA ?                                                          | Hamburger Straße 3 ·                                         | Werner Horwitz   |
|              | HIER WOHNTE ERNST MEINCKE JG. 1880 GEDEMÜTIGT / ENTRECHTET VERHAFTET 1939 KZ FUHLSBÜTTEL FLUCHT IN DEN TOD 9.3.1939 | Bahnhofstraße 44 ·                                           | Ernst Meincke    |
|              | HIER WOHNTE BERNHARD STERN JG. 1900 DEPORTIERT 1941 RIGA ?                                                          | Bahnhofstraße 36 ·                                           | Bernhard Stern   |
|              | HIER WOHNTE ELSA STERN GEB. WINKEL JG. 1911 DEPORTIERT 1943 AUSCHWITZ ERMORDET 1943                                 | Bahnhofstraße 36 ·                                           | Elsa Stern       |

## Verlegedaten
Die Stolpersteine von Winsen wurden von Gunter Demnig an folgenden Tagen verlegt:
- 26. Februar 2009
- 22. November 2019